# شهرستان راوهه
شهرستان راوهه (به چینی: 饶河县) یک شهرستان در استان هئی‌لونگ‌جیانگ چین است که در تابعیت شهر شوانگ‌یاشان قرار دارد.
این شهرستان در غربی‌ترین نقطهٔ شهر شوانگ‌یاشان می‌باشد و با فدراسیون روسیه مرز مشترک دارد. شهرستان راوهه و سرزمین خاباروفسک را رودخانه اوسوری از هم جدا می‌کند. در حال حاضر بین راوهه و خاباروفسک مرز زمینی یا ریلی وجود ندارد. تنها در نقطه‌ای در نزدیکی شهرک راوهه، کشتی فرابر در عرض رودخانه، این دو منطقه را به هم متصل می‌کند.
در این شهرک، قصبه‌ای قومیتی متعلق به مردم هه‌ژه (نانای در زبان روسی) وجود دارد، تنها واحد تقسیماتی این قوم بومی منطقه در چین.

## تقسیمات اداری
شهرستان راوهه ۴ شهرک، ۴ قصبه، و ۱ قصبه قومیتی (برای مردم هه‌ژه) تابعه تقسیم شده است. پنج «میدان» هم‌سطح قصبه نیز تابع این شهرستان می‌باشند، مانند نواحی اداری مزارع و مراتع.
- شهرک راوهه (饶河县، Ráohé zhèn)
- شهرک شیاوجیاهه (جیاهه کوچک) (小佳河镇، Xiǎojiāhé zhèn)
- شهرک شی‌فنگ (西丰镇، Xīfēng zhèn)
- شهرک وولین‌دونگ (五林洞镇، Wǔlíndòng zhèn)

- قصبه داتونگ‌هه (大通河乡، Dàtōnghé xiāng)
- قصبه داجیاهه (جیاهه بزرگ) (大佳河乡، Dàjiāhé xiāng)
- قصبه شان‌لی (山里乡، Shānli xiāng)
- قصبه شی‌لین‌زی (西林子乡، Xīlínzǐ xiāng)

- قصبه قومیتی هه‌ژهٔ سی‌پای (四排赫哲族乡، Sìpái hèzhézú xiāng)

- میدان زراعتی راوهه (饶河农场، Ráohé nóngchǎng)
- میدان زراعتی شماره ۸۵۹ (八五九农场، Bāwǔjiǔ nóngchǎng)
- میدان زراعتی شنگ‌لی (胜利农场، Shènglì nóngchǎng)
- میدان زراعتی هونگ‌چی‌لینگ (红旗岭农场، Hóngqílǐng nóngchǎng)
- میدان زراعتی هونگ‌وئی (红卫农场، Hóngwèi nóngchǎng)